# 小口泰平
小口 泰平（おぐち やすへい、1937年3月5日 - ）は、日本の自動車工学者、芝浦工業大学名誉学長。専門は自動車工学、マンマシンシステム。日本自動車ジャーナリスト協会 (AJAJ) 顧問、日本自動車研究者ジャーナリスト会議 (RJC) 前会長。NPO法人「日本自動車殿堂」会長。工学博士。

## 来歴
長野県下諏訪町生まれ。1959年芝浦工業大学工学部機械工学科卒業。東京大学生産技術研究所を経て、1968年芝浦工業大学工学部助教授、1982年同教授。1991年システム工学部長を経て、1997年から2000年まで学長を務めた。名誉学長。2005年退官。中国の武漢工学院の客員教授も務めた。
マン・マシンシステムの立場から、自動車の運転性能の試験研究、4WSの基礎理論と開発、安全運転に関する研究に従事し、AJAJ議長を務め、日本の自動車殿堂の創設にも尽力した。
2012年11月瑞宝中綬章受章。

## 著書
- 自動車・船（学研）
- 人ー自動車系の横加速度特性（丘書房）
- わかる自動車工学（共著、新日出版）
- 学研の図鑑「鉄道・自動車」（監修、学研）

## 訳書
- ボッシュ自動車ハンドブック（シュタール・ジャパン）